# Time and a Word
Albums de Yes
Yes
(1969) The Yes Album
(1971)
Singles
1. Time and a Word
Sortie : 27 mars 1970
2. Sweet Dreams
Sortie : 19 juin 1970

Time and a Word est le deuxième album studio du groupe de rock progressif britannique Yes. Il est sorti le  24 juillet 1970 sur le label Atlantic Records et a été produit par Tony Colton.
C'est le dernier album avec Peter Banks à la guitare, celui-ci n'ayant pas apprécié l'utilisation de cordes et de cuivres sur certains titres, qui faisaient prendre au groupe des orientations musicales nouvelles auxquelles il n'adhérait pas. 
Time and a Word n'atteindra qu'une modeste 45e place dans les charts britanniques.

## Pochette de l'album
La pochette de l'album dans sa version britannique affiche en noir et blanc, une femme nue, allongée de manière suggestive, dans un couloir à grand damier ; un papillon stratégiquement collé en haut de la cuisse. On retrouve ce corps, en couleurs cette fois, sur la pochette signée Roger Dean de la compilation Yesterdays parue en 1975. 
La pochette britannique étant jugée inappropriée par les distributeurs américains, la pochette proposée aux États-Unis et au Canada, sortie en novembre 1970, affiche quant à elle une photo du groupe sur laquelle apparaît Steve Howe, qui n'a pas participé à l'enregistrement, puisqu'il ne faisait pas encore partie du groupe.

## Les reprises
La chanson qui ouvre l'album No Opportunity Necessary, No Experience Needed, est une reprise  de Richie Havens et comprend une interprétation du thème principal du film Les Grands Espaces de (1958) avec Charlton Heston, composé par Jerome Moross. Selon une entrevue avec Tony Kaye, Yes aurait[évasif] joué cette pièce avec Richie Havens et un orchestre de cordes et de cuivres lors d'un festival en Europe pendant la tournée de 1970. C'est aussi le dernier album sur lequel Yes fait des reprises de chansons d'autres artistes, préférant se concentrer sur la composition. David Foster, cité dans les crédits de deux chansons de l'album, est l'ancien bassiste des Warriors, dont faisait partie Jon Anderson avant Yes ; par la suite il jouera avec le groupe Badger de Tony Kaye. Il est présent à la guitare et au chant sur Time and a Word et aux chœurs sur Sweet Dreams.

## Titres
| 1. | No Opportunity Necessary, No Experience Needed | Richie Havens              | 4:48 |
| 2. | Then                                           | Jon Anderson               | 5:44 |
| 3. | Everydays                                      | Stephen Stills             | 6:08 |
| 4. | Sweet Dreams                                   | Jon Anderson, David Foster | 3:51 |

| 1. | The Prophet      | Jon Anderson, Chris Squire | 6:34 |
| 2. | Clear Days       | Jon Anderson               | 2:06 |
| 3. | Astral Traveller | Jon Anderson               | 5:53 |
| 4. | Time and a Word  | Jon Anderson, David Foster | 4:31 |

| 1. | Dear Father (Single B-Side)                                   | Jon Anderson, Chris Squire | 4:12 |
| 2. | No Opportunity Necessary, No Experience Needed (Original Mix) | Richie Havens              | 4:42 |
| 3. | Sweet Dreams (Original Mix)                                   | Jon Anderson, David Foster | 4:19 |
| 4. | The Prophet (Single Version)                                  | Jon Anderson, Chris Squire | 6:33 |

## Musiciens
- Jon Anderson : chant, guitare acoustique, percussions
- Peter Banks : guitares, chœurs
- Chris Squire : basse, chœurs
- Tony Kaye : orgue Hammond, piano
- Bill Bruford : batterie

### Personnel additionnel
- David Foster : guitare acoustique sur Time and a Word et chœurs sur Sweet Dreams
- Tony Cox : orchestrations, direction de l'orchestre
- Élèves du Royal College of Music : cordes et cuivres

## Charts
| Pays                          | Durée du classement | Meilleur classement | Date        |
| ----------------------------- | ------------------- | ------------------- | ----------- |
| Royaume-Uni (UK Albums Chart) | 3 semaines          | 45e                 | 9 août 1970 |